# Darmyšl

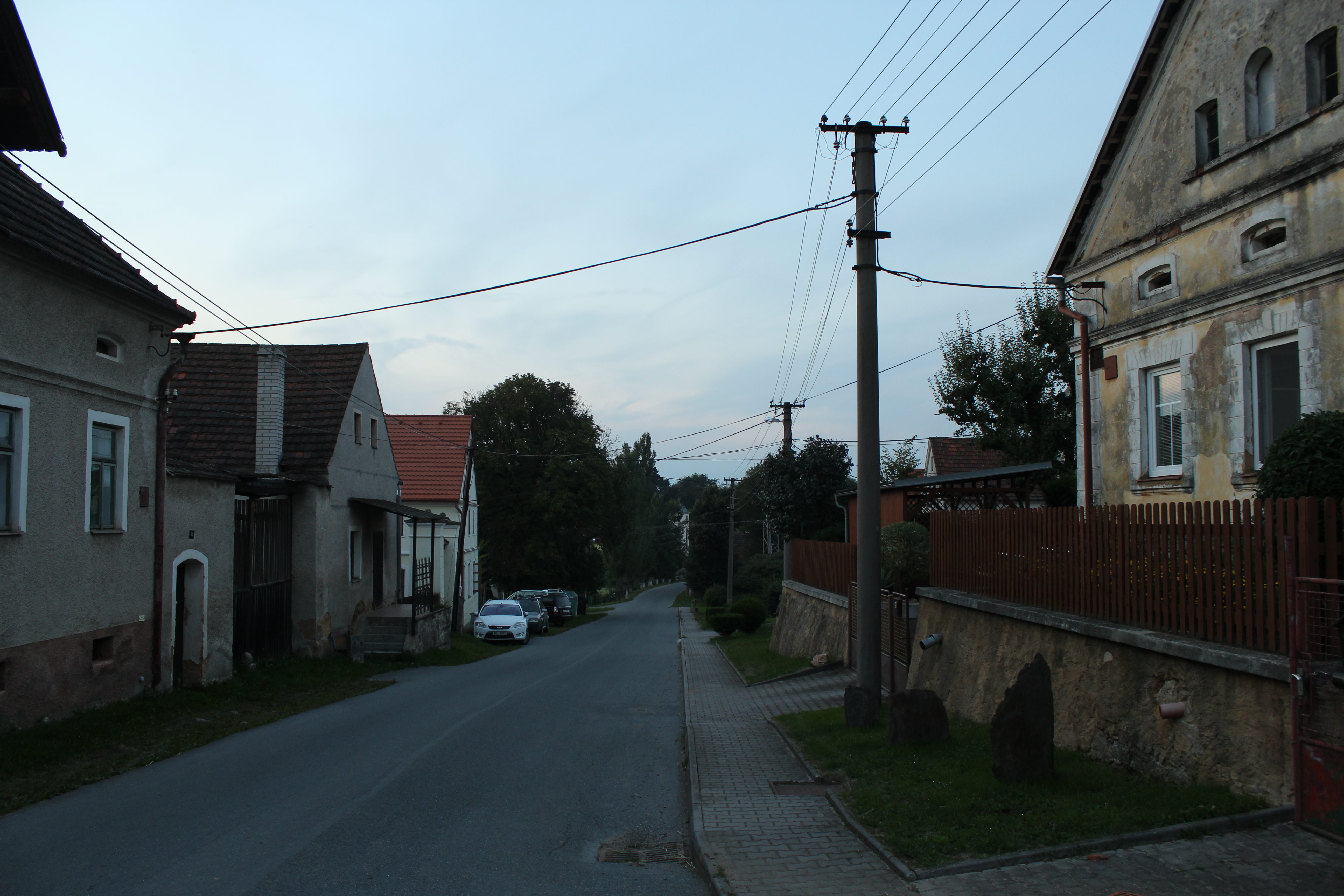
Dorfstraße

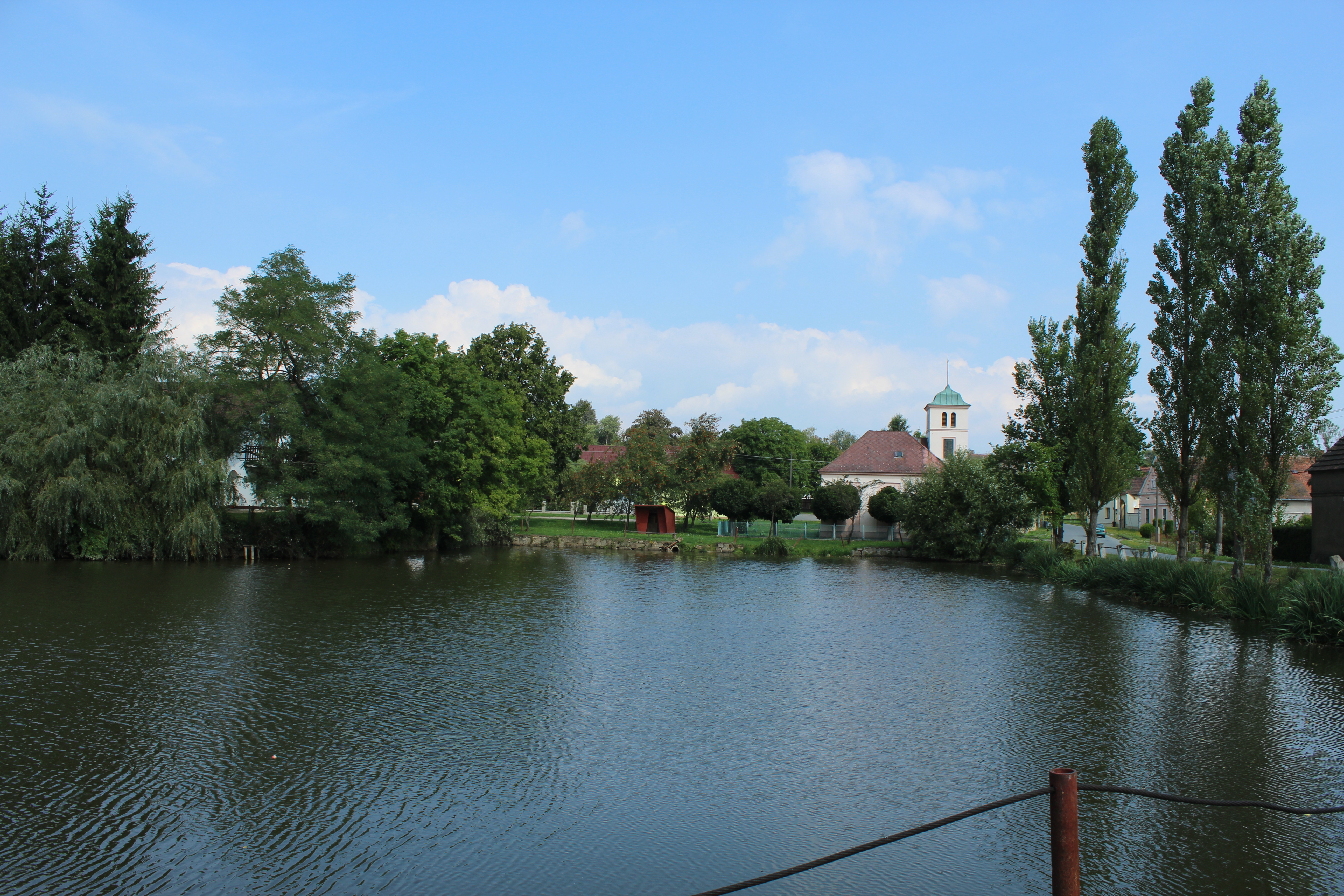
Dorfteich und Kapelle

Darmyšl (deutsch Darmschlag) ist ein Ortsteil der Gemeinde Staré Sedlo (Altsattel) im Okres Tachov, Tschechien. Darmyšl liegt an der von Horšovský Týn (Bischofteinitz)  kommenden Straße zwischen Mezholezy (Meßhals) und Staré Sedlo am nördlichen Fuße der Sedmihoří (Siebenberge).

## Geschichte
Das Dorf Darmschlag wird im Jahr 1115 erstmals urkundlich erwähnt. Unter dem Namen „Dalemisle“ taucht es in der Stiftungsurkunde des Klosters Kladrau auf. Es ist mit Altsattel und Prostibor eines der „12 alterbauten Dörfer“, die von der Schenkung des Herzogs Wladislaw  an das Kloster ausgenommen werden. Diese Dörfer bilden einen länglichen Streifen von Plessau im Norden bis Darmschlag im Süden. Möglicherweise wurde dieser Dorfgürtel einst zum besonderen Schutz für den Weg nach Bayern angelegt.
In der Bestätigungsurkunde von 1186 wird Cunradus von Dalemisl als Besitzer des Ortes genannt, der dem Kloster das später verödete Opatovice vermacht. In der Folge kam Darmschlag an die „Wladyken“ Prostibors auf der nahen Burg Kopetzen.
1537 kommt die reich gewordene Familie Tocnik von Krimitz in Besitz der Herrschaft. 1624, während des Dreißigjährigen Kriegs, verkauft Ludmila Tocnik Darmschlag zusammen mit anderen Besitzungen an Johann Rudolf Wolfinger von Ploskowitz und Wolfsbach (Bürgermeister der Stadt Pilsen) und dessen Gemahlin Susanne. Unter Sohn Johann Christoph Wolfinger wurde eine Steuerrolle abgefasst, die in Darmschlag 13 Bauern und eine Schafhütte aufführt. Darmschlag war die östlichste Gemeinde des Landkreises Tachau.
Nach dem Münchner Abkommen wurde der Ort dem Deutschen Reich zugeschlagen und gehörte bis 1945 zum Landkreis Tachau.
1991 hatte der Ort 94 Einwohner. Im Jahre 2001 bestand das Dorf aus 35 Häusern, in denen 73 Menschen lebten.